# Jean Béguin

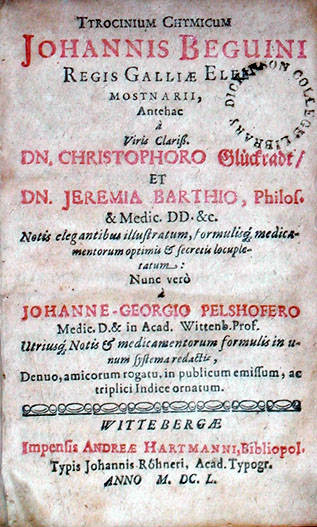
Tyrocinium Chymicum

Jean Béguin (1550 – 1620) è stato un chimico francese.

## Biografia
Béguin fu medico di Enrico IV di Francia ed elemosiniere di Luigi XIII di Francia. Viaggiò in Germania e Ungheria, dove visitò le miniere d'oro di Banská Štiavnica.
È ricordato per essere stato l'autore di Tyrocinium Chymicum, opera in latino, che fu tradotta in francese da Jean-Lucas de Roy col titolo Les Elémens de chymie de Maistre Jean Béguin, reveus, expliquez et augmentez par Jean Lucas de Roy (Gli elementi di chimica del maestro Jean Béguin, rivisti, spiegati e approfonditi da Jean-Lucas de Roy).
Il contributo alla chimica di Béguin fu il suo lavoro sulla sintesi dell'acetone, che riuscì a preparare mediante la pirolisi dell'acetato di piombo